# 港南 (東京都港区)
港南（こうなん）は、東京都港区の町名。現行行政地名は港南一丁目から港南五丁目。芝浦港南地区総合支所管内に属する地域である。住居表示実施済区域。

## 概要
港区南部のJR品川駅・高輪ゲートウェイ駅の東側、東京港に面した沿岸に位置する。ほぼ全域が埋立地であり、北は芝浦および海岸、南は品川区北品川および東品川二丁目（天王洲アイル）、西で高輪、東は東京港を挟んで対岸に台場（お台場地区）と隣接する。
町内は、南西側の品川駅前周辺に大規模なビジネス街が主体の港南一丁目、二丁目、高浜運河を挟んで東側に住居と教育施設が主体の港南三丁目と港南四丁目、さらにその東側の京浜運河を挟んだ港南五丁目に東京港の重要埠頭の一つである品川埠頭を擁する。港区の台場の飛び地を除けば港区の最南端に位置する。

## 地価
住宅地の地価は、2025年（令和7年）1月1日の公示地価によれば、港南3-7-23の地点で185万円/m2となっている。

## 歴史

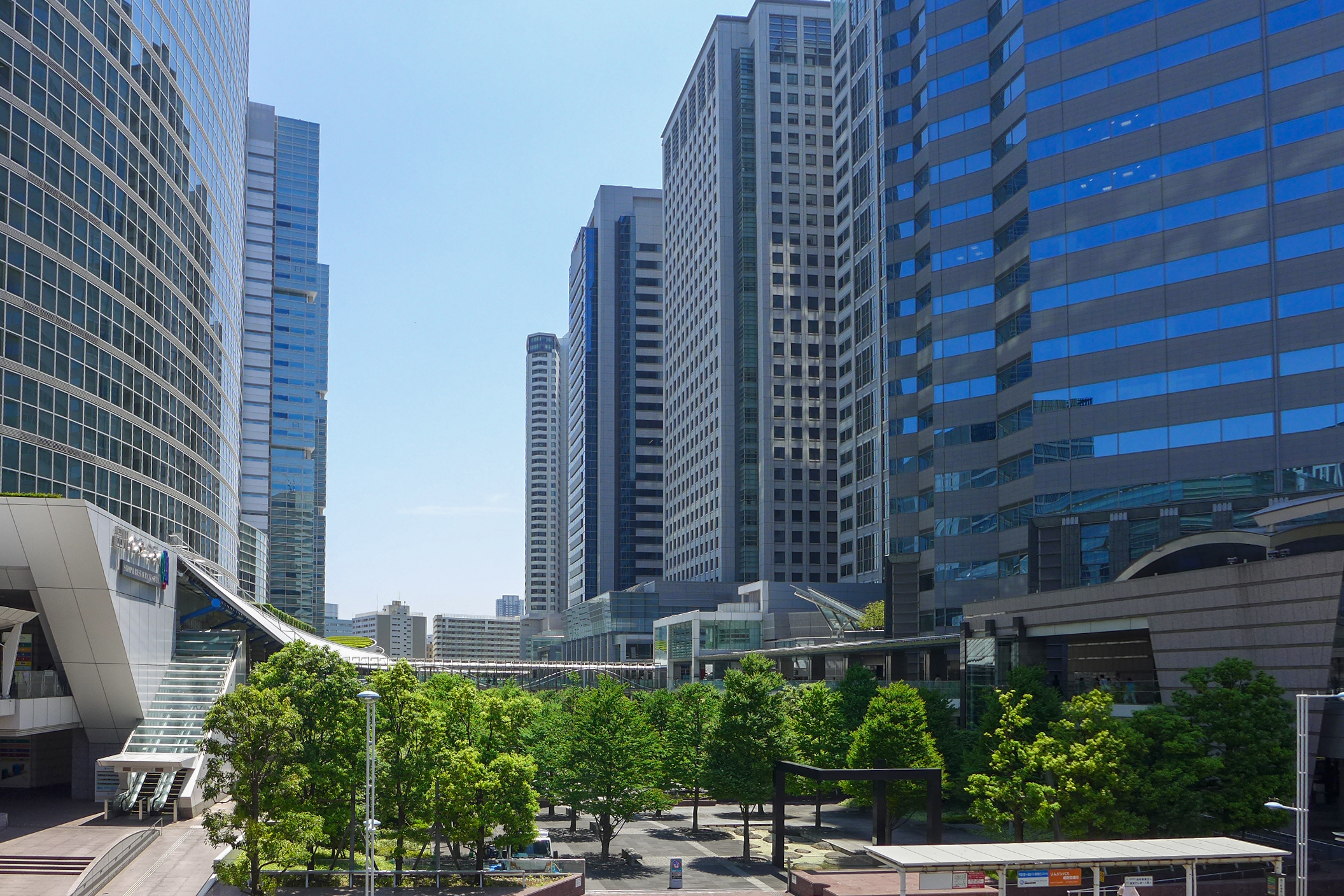
品川グランドコモンズのビル群

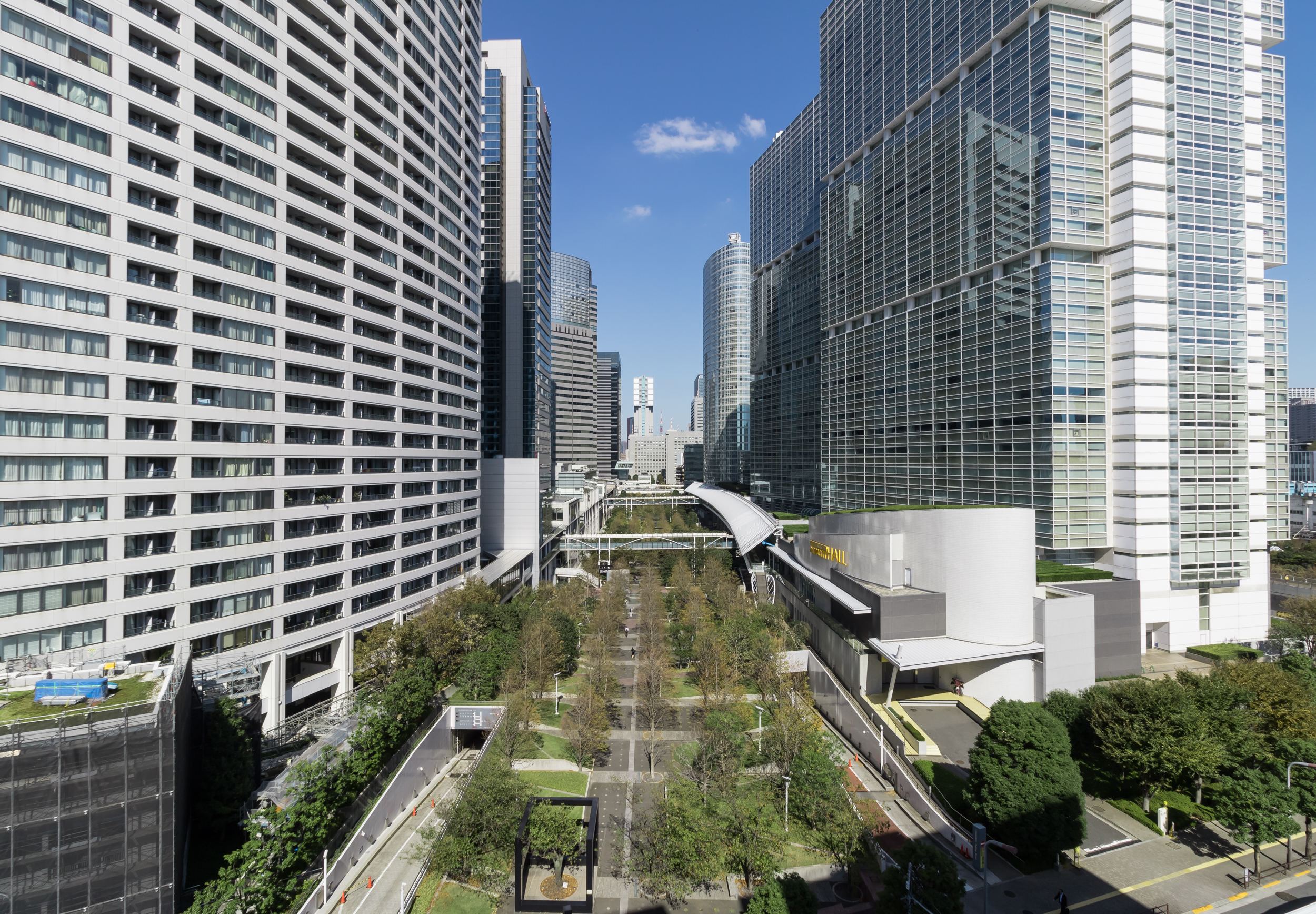
品川セントラルガーデン

新橋－横浜間に日本最初の鉄道を敷設するために、明治政府により1870年（明治3年）から高輪沖の海岸の埋め立てが行われ、造成された土地の上に1872年（明治5年）に日本初の鉄道駅として品川駅が誕生したのが、この地域の始まりである。現在の品川駅も当時の品川駅とほぼ同じ位置にある。1912年（明治45年）には隅田川口改良工事が始まり、そのとき浚渫された土砂を使って芝浦一帯（現在の港南）の埋め立てが開始された。埋め立ては段階を追って進められ、1939年には芝高浜町、芝海岸通り（現在の港南一丁目から四丁目エリア）の埋め立てが完成した。
町域内には戦前より東京市・東京都の施設（東京都下水道局芝浦水再生センター・都建設局の倉庫・都再生油工場・都家畜飼育場・都芝浦屠場など）が立ち並び、品川駅に接している割には長い間人通りのほとんどない寂しい場所であった。
しかし、品川貨物ターミナルや新幹線車両基地（旧東京第一車両所、1992年移転）の跡地再開発が始まってからは1998年に品川インターシティ、2003年に品川グランドコモンズがオープンし、オフィスビルや商業施設が建ち並ぶようになり、さらに2003年10月に東海道新幹線品川駅が開業したことで名古屋・関西地区とのアクセスが向上、もともと羽田空港に近いこともあり、企業が次々と都心から本社を移転し、現在では都内でも有数のビジネス街となった。港区であるが、地域内のビル・マンションなどに、品川駅に因んだ「品川」を名乗る施設・建築物が多い。
また、港南三丁目から四丁目では2000年代に企業が保有していた倉庫や工場跡地などの遊休資産を売却、不動産デベロッパーによる再開発でタワーマンションの建設ラッシュが進んでタワーマンション街となって人口が急増した。2014年には東京都によって「品川駅・田町駅周辺まちづくりガイドライン」が策定され、本地域は「これからの日本の成長を牽引する国際交流拠点・品川」として①国内外のビジネスパーソンの活力にあふれる最も進んだビジネスのまち、②世界の人々が集い交わる文化・知の交流のまち、③世界に向けた次世代型の環境都市づくりを実現するまち、の3つのコンセプトの下で、さらなる都市基盤整備が進められている。
2020年には、港南二丁目の車両基地跡地付近に山手線・京浜東北線の高輪ゲートウェイ駅が開業、周辺には2024年までに新たに宿泊施設や国際会議場を含むオフィスビル、マンション、コンサートホールなど7棟が建設される予定である（「TAKANAWA GATEWAY CITY」も参照）。また、品川駅港南口の東海道新幹線品川駅ホーム直下40mの大深度地下では、2027年に開業予定のリニア中央新幹線品川駅の建設工事が進行中である。

### 地名の由来
1965年（昭和40年）の住居表示実施の際、港区の南に位置していることから名付けられた。なお、それより前の1963年（昭和38年）には既に港南中学校、都営港南団地があり、そちらを由来とする説もある。

### 沿革
- 1853年（嘉永6年）、ペリー来航により危機感を抱いた江戸幕府が、江戸防衛のため現在の港南に当たる地区に台場（品海砲台）を建設する。（台場の歴史についてはお台場を参照のこと）
- 1912年（明治45年）、隅田川口改良工事が始まり、そのとき浚渫された土砂を使って芝浦一帯（現在の港南）の埋め立てが開始される。
- 1933年（昭和8年）11月16日、高輪海岸埋立地に高浜町が起立され、東京市芝区の所属となる。
- 1943年（昭和18年）4月1日、高浜町地先の埋立地に海岸通五丁目と海岸通六丁目が起立される。
- 1947年（昭和22年）3月15日、芝区が赤坂区・麻布区と合併して港区が成立したため、高浜町と海岸通に「芝」の冠称がつき、それぞれ東京都港区芝高浜町・芝海岸通となる。
- 1965年（昭和40年）3月1日、港南地区に住居表示が実施され、芝高浜町と芝海岸通五丁目、芝海岸通六丁目の地域が現在の港南一 から 四丁目となる。また、品川埠頭埋立地と芝品海砲台（台場）が港南五丁目となる。
- 1996年（平成8年） 臨海副都心開発により新たに港区台場が成立したことに伴い、第三台場・第六台場の帰属が港南五丁目から台場一丁目に変更される。

### 町名の変遷
| 現在の町名 | 変更年月日   | 旧町名（各町名ともその一部） |
| ---------- | ------------ | ---------------------------- |
| 港南一丁目 | 1965年3月1日 | 芝高浜町                     |
| 港南二丁目 | 1965年3月1日 | 芝高浜町                     |
| 港南三丁目 | 1965年3月1日 | 芝海岸通五丁目               |
| 港南四丁目 | 1965年3月1日 | 芝海岸通六丁目               |
| 港南五丁目 | 1967年8月1日 | 品川埠頭埋立地               |

## 世帯数と人口

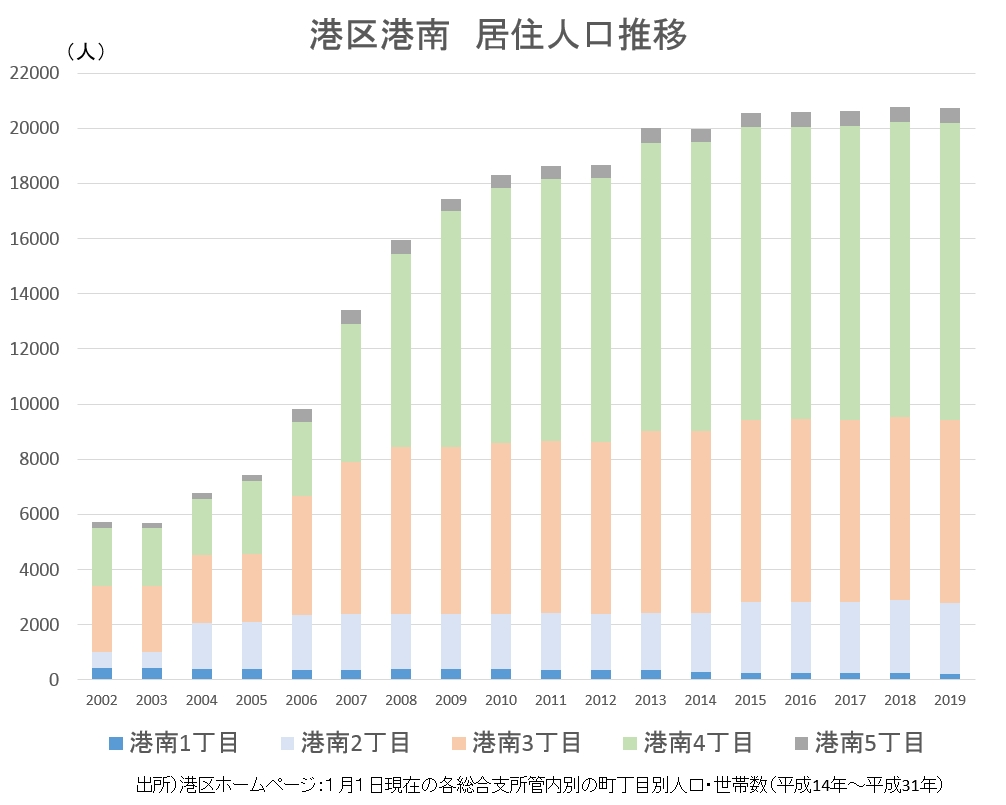
港南地域居住人口推移（港区公式HP）

2025年（令和7年）4月1日現在（港区発表）の世帯数と人口は以下の通りである。2000年代初頭までは人口は6,000人程度であったが、2019年現在、人口は3倍以上の約20,000人に増加している。
| 丁目       | 世帯数     | 人口     |
| ---------- | ---------- | -------- |
| 港南一丁目 | 231世帯    | 382人    |
| 港南二丁目 | 1,400世帯  | 2,669人  |
| 港南三丁目 | 3,141世帯  | 6,455人  |
| 港南四丁目 | 5,065世帯  | 10,851人 |
| 港南五丁目 | 370世帯    | 574人    |
| 計         | 10,207世帯 | 20,931人 |

### 人口の変遷
国勢調査による人口の推移。
| 年                 | 人口   |
| ------------------ | ------ |
| 1995年（平成7年）  | 4,892  |
| 2000年（平成12年） | 5,901  |
| 2005年（平成17年） | 10,003 |
| 2010年（平成22年） | 19,134 |
| 2015年（平成27年） | 20,398 |
| 2020年（令和2年）  | 22,052 |

### 世帯数の変遷
国勢調査による世帯数の推移。
| 年                 | 世帯数 |
| ------------------ | ------ |
| 1995年（平成7年）  | 2,356  |
| 2000年（平成12年） | 2,790  |
| 2005年（平成17年） | 5,152  |
| 2010年（平成22年） | 9,154  |
| 2015年（平成27年） | 9,355  |
| 2020年（令和2年）  | 10,723 |

## 学区
区立小・中学校に通う場合、学区は以下の通りとなる（2022年4月現在）。
- 区域 : 一丁目、二丁目、三丁目、四丁目、五丁目　各全域
  - 小学校 : 港区立港南小学校
  - 中学校 : 港区立港南中学校

## 交通

### 鉄道

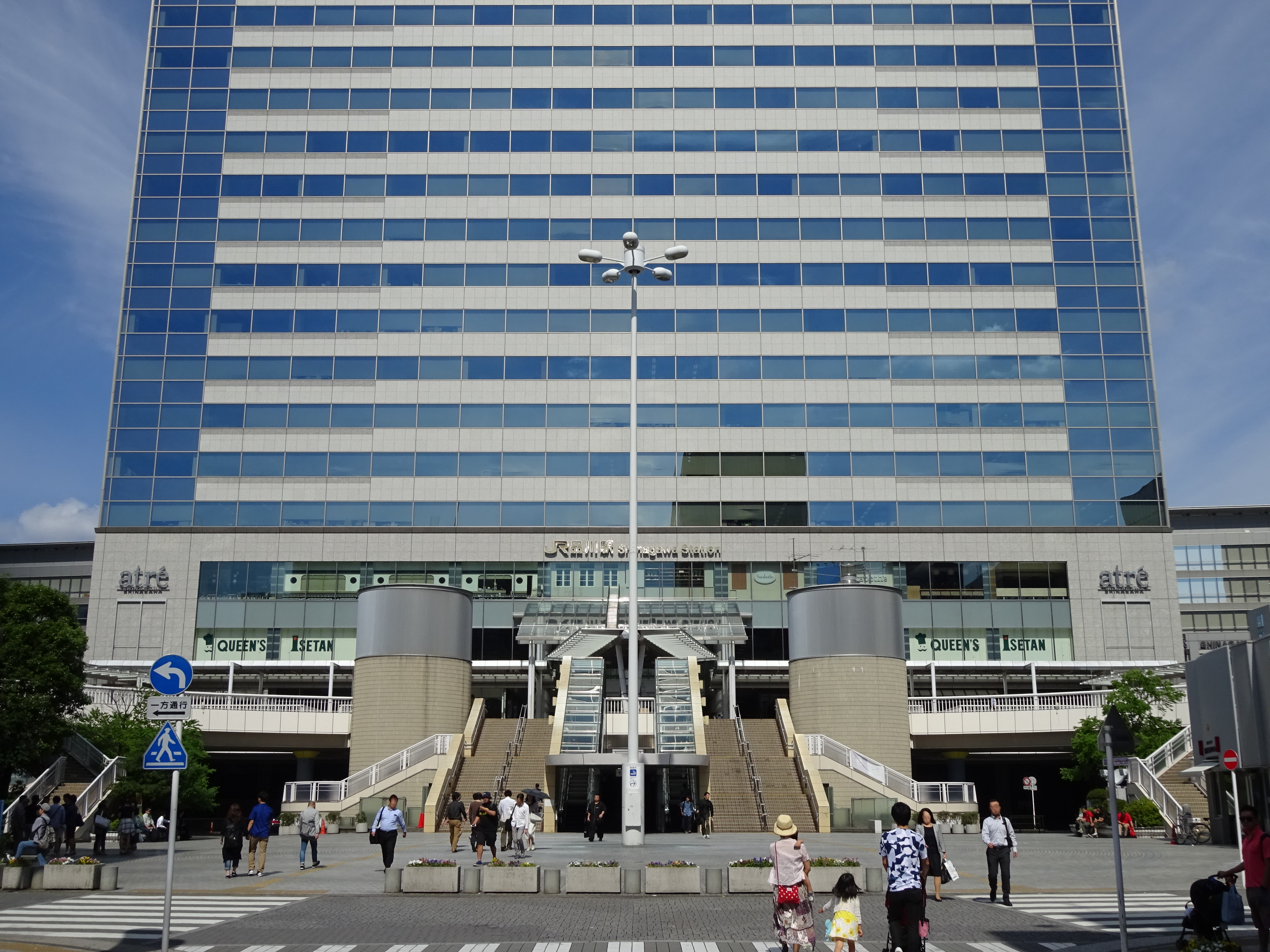
品川駅東口（港南口）

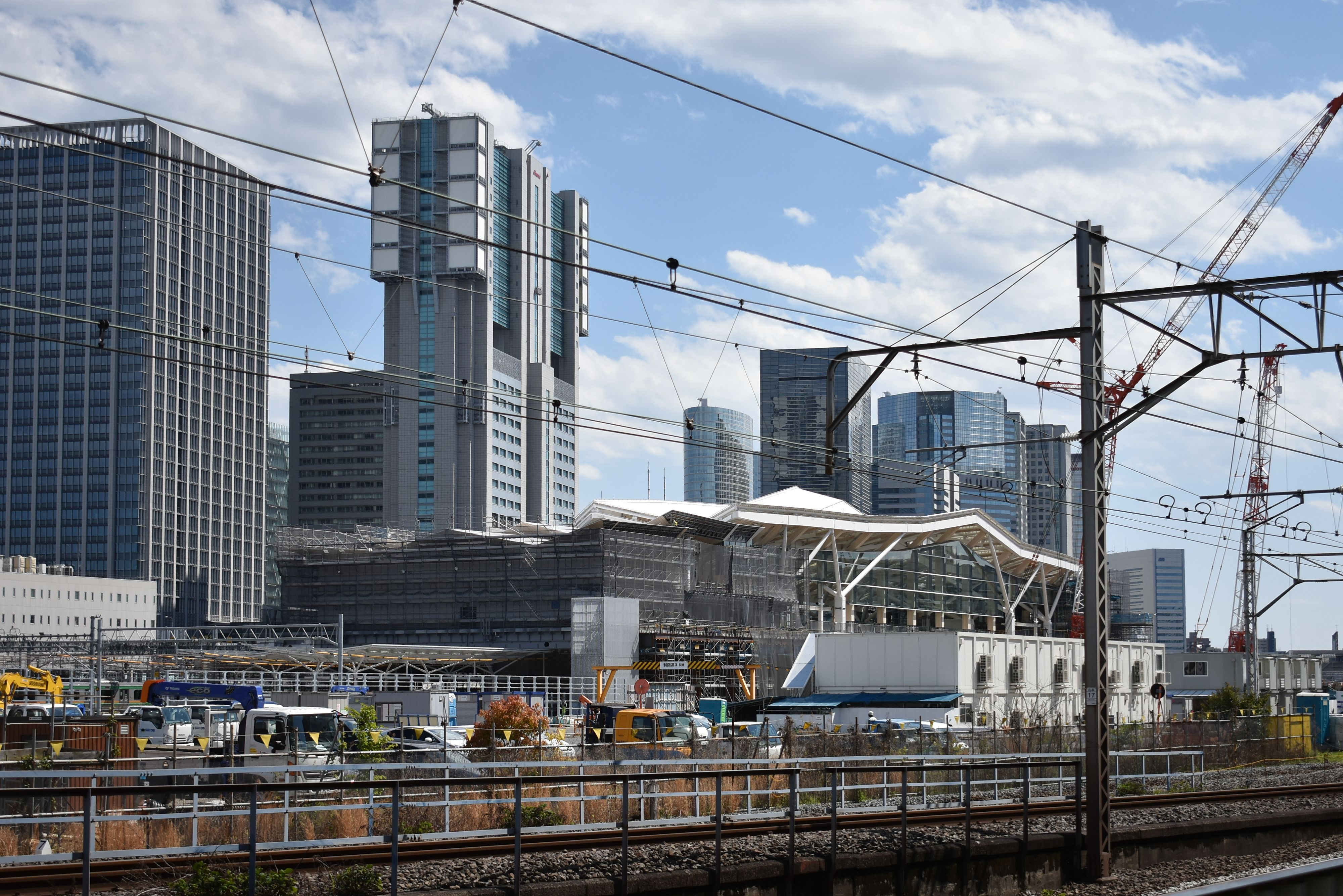
建設中の高輪ゲートウェイ駅

- 東日本旅客鉄道（JR東日本） - 品川駅の所在地は高輪。
  - 山手線：品川駅、高輪ゲートウェイ駅
  - 京浜東北線：品川駅、高輪ゲートウェイ駅
  - 東海道線（上野東京ライン）：品川駅
  - 横須賀線：品川駅
- 東海旅客鉄道（JR東海）
  - 東海道新幹線：品川駅
  - 中央新幹線：品川駅（2027年開業予定）
- 京浜急行電鉄 - 駅の所在地は高輪。
  - 京急本線：品川駅
- 東京臨海高速鉄道 - 港南五丁目の一部を通過
  - りんかい線：品川埠頭分岐信号場

### 路線バス
港南四丁目に都営バス港南支所がある。

### 道路
- 首都高速1号羽田線
- 国道15号（第一京浜）
- 東京都道316号日本橋芝浦大森線
- 東京都道480号品川埠頭線（旧海岸通り・海岸通り）

#### 新線計画
- 東京都市計画道路幹線街路環状第4号線の港南3丁目～白金台4丁目区間が2017年の環境影響調査を完了して2019年着工予定[20]。

### 港湾
- 品川ふ頭

## 事業所
2021年（令和3年）現在の経済センサス調査による事業所数と従業員数は以下の通りである。
| 丁目       | 事業所数    | 従業員数  |
| ---------- | ----------- | --------- |
| 港南一丁目 | 319事業所   | 35,230人  |
| 港南二丁目 | 1,002事業所 | 58,950人  |
| 港南三丁目 | 114事業所   | 2,385人   |
| 港南四丁目 | 149事業所   | 3,807人   |
| 港南五丁目 | 105事業所   | 3,893人   |
| 計         | 1,689事業所 | 104,265人 |

### 事業者数の変遷
経済センサスによる事業所数の推移。
| 年                 | 事業者数 |
| ------------------ | -------- |
| 2016年（平成28年） | 1,458    |
| 2021年（令和3年）  | 1,689    |

### 従業員数の変遷
経済センサスによる従業員数の推移。
| 年                 | 従業員数 |
| ------------------ | -------- |
| 2016年（平成28年） | 98,553   |
| 2021年（令和3年）  | 104,265  |

## 主な施設

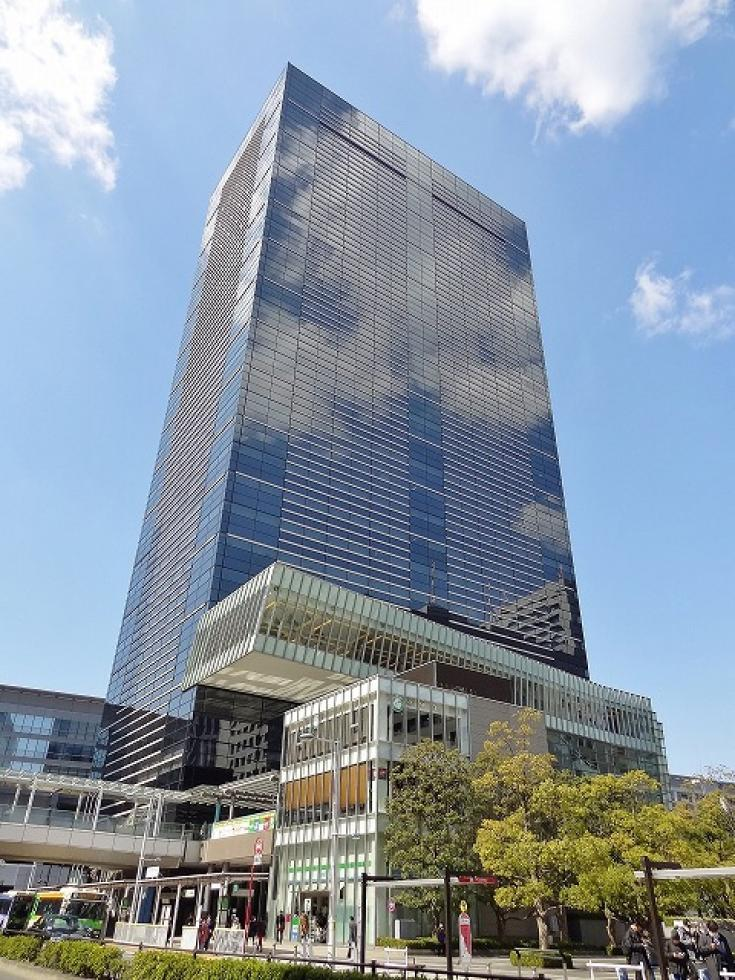
アレア品川-NTTデータ品川ビル

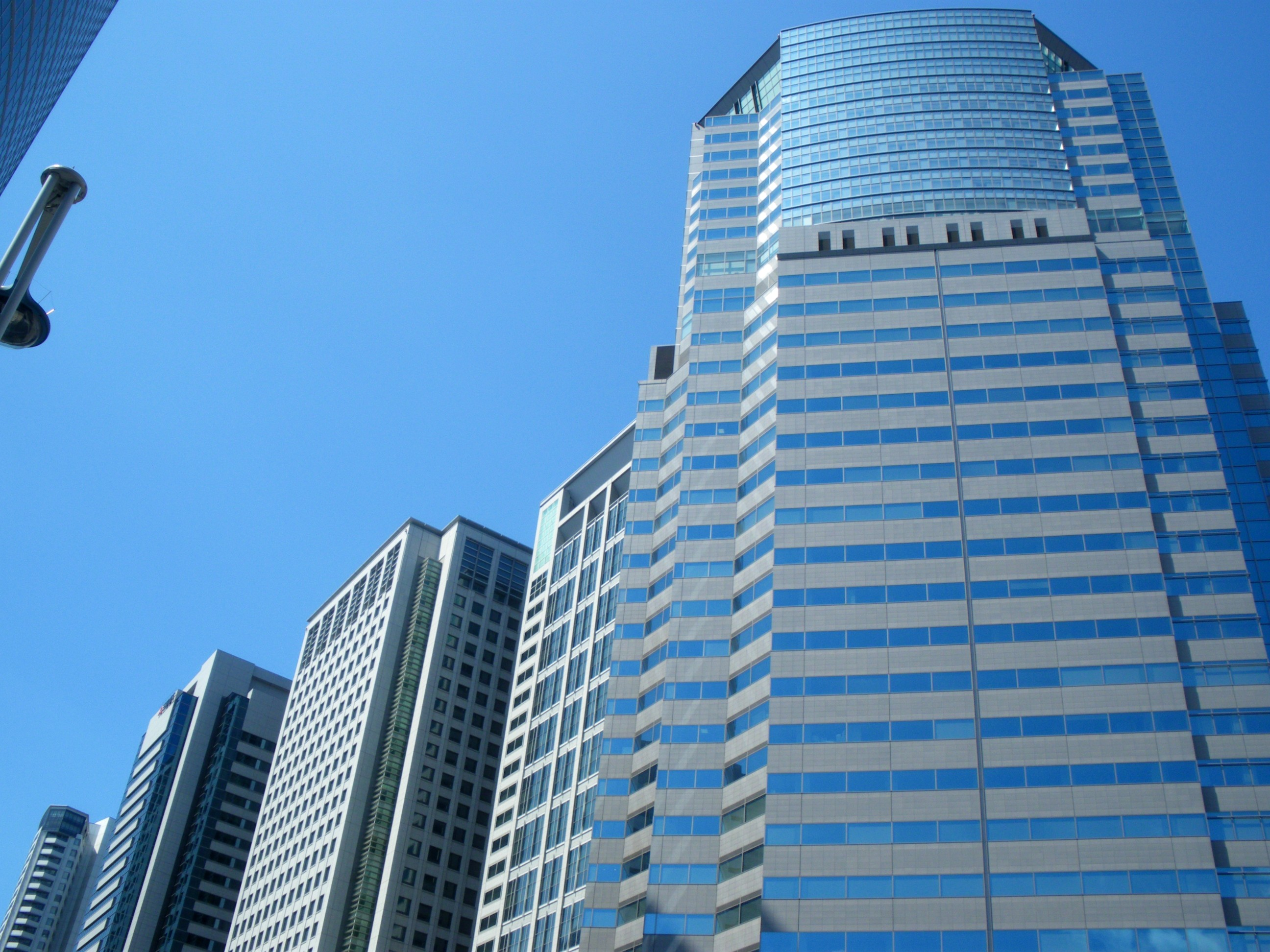
品川グランドコモンズ

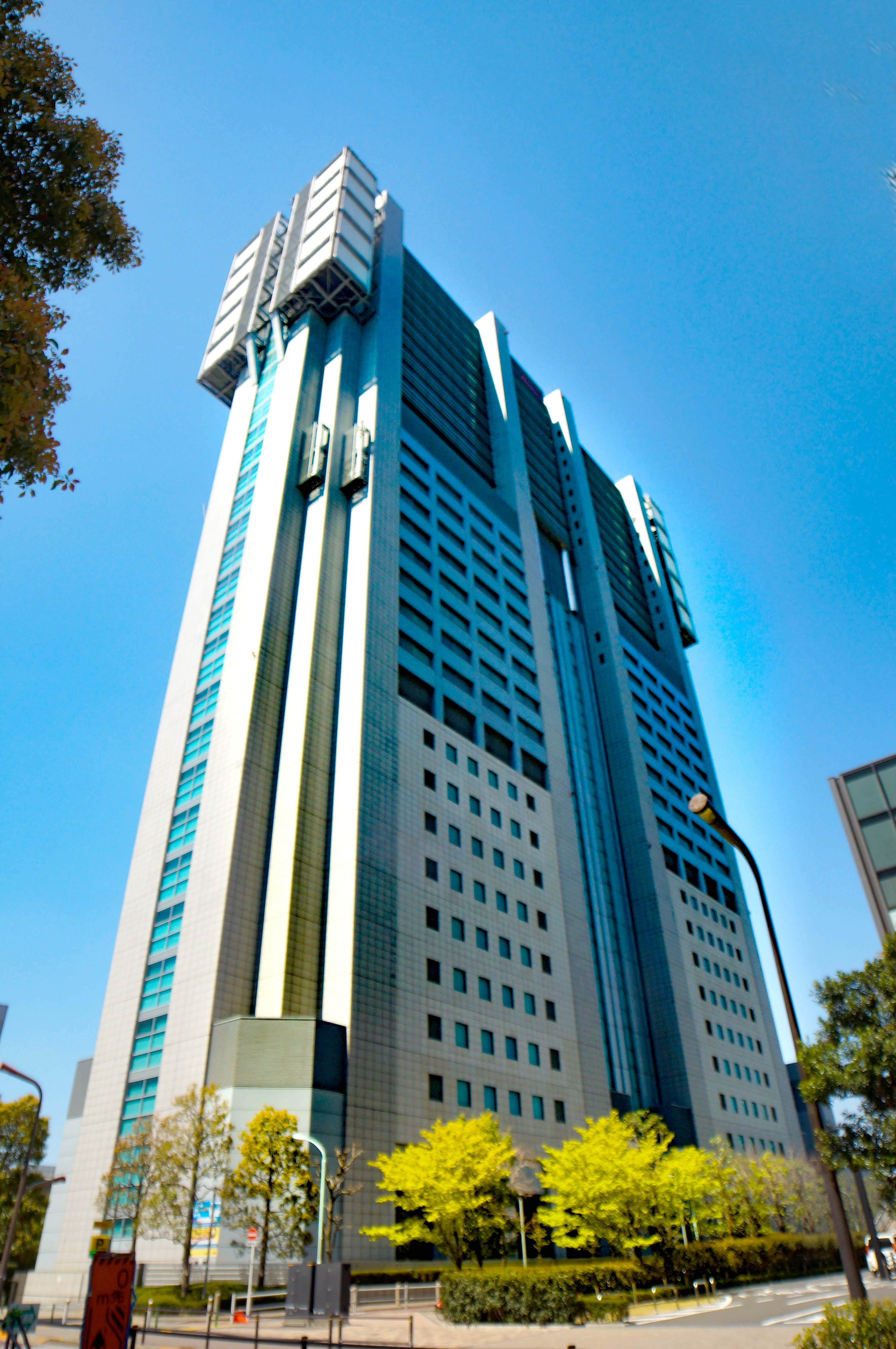
NTTドコモ品川ビル

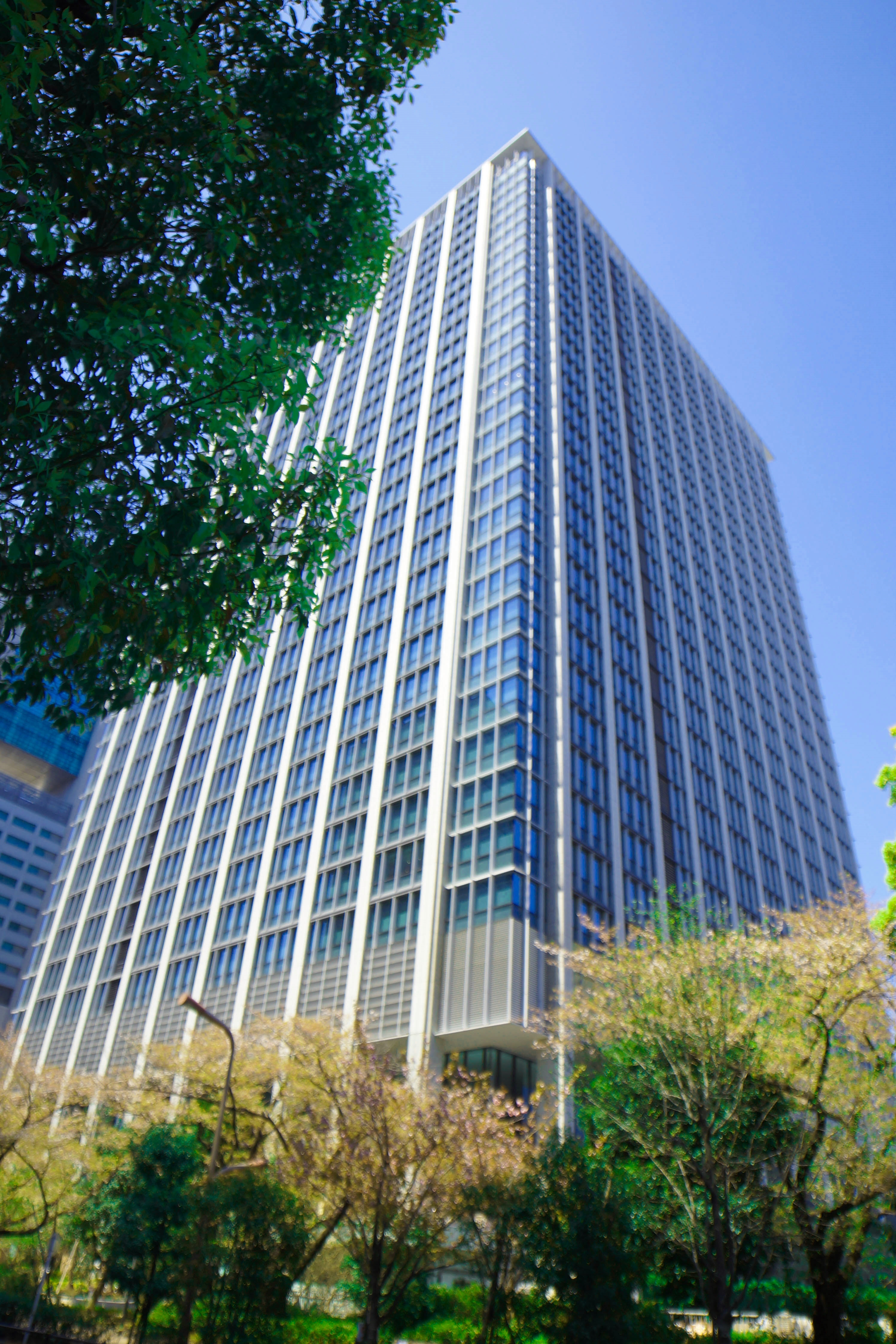
品川シーズンテラス

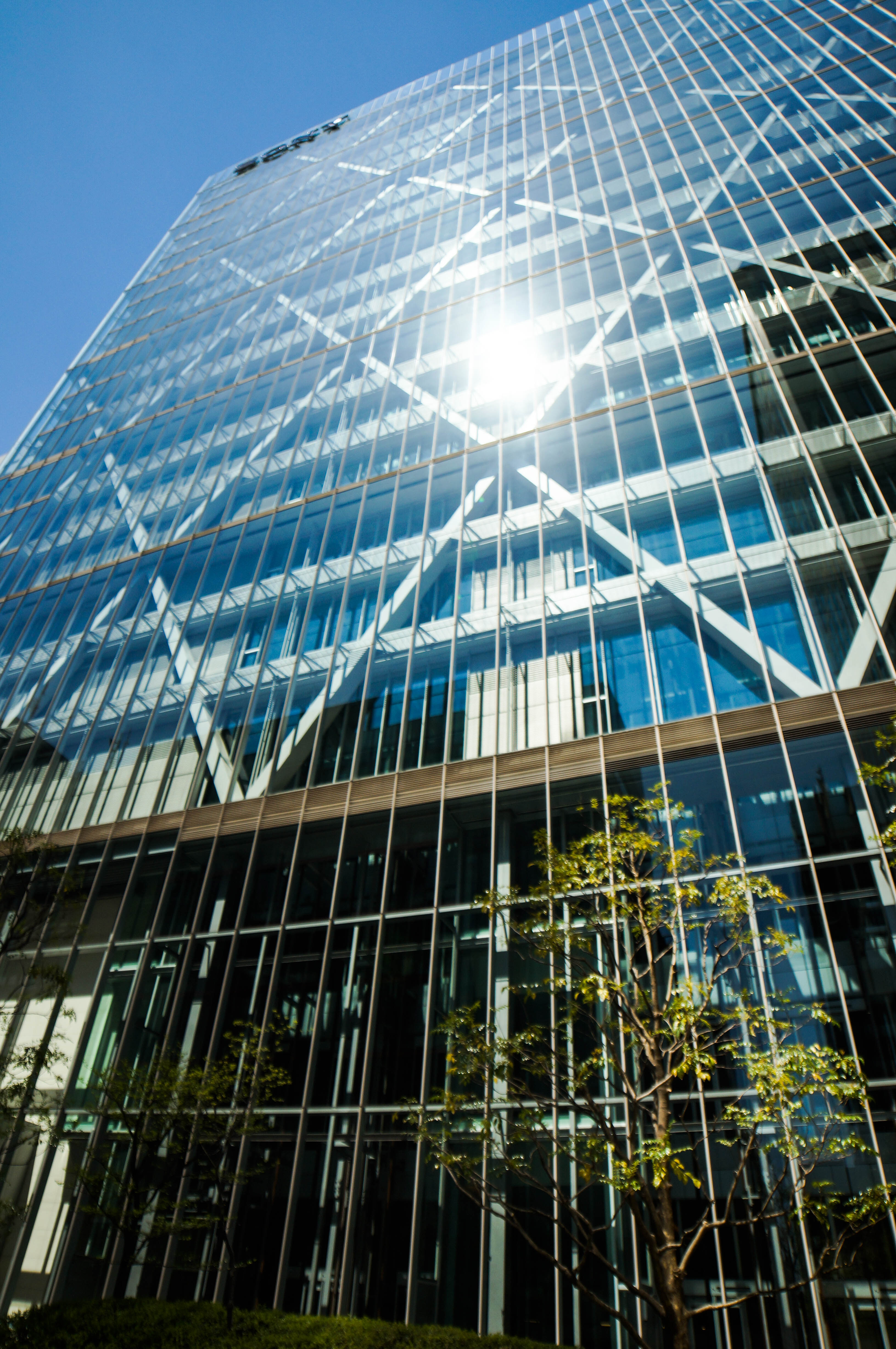
ソニーシティ/ソニー本社ビル

### 政府施設
- 東京出入国在留管理局

### 都施設
- 港東清掃事務所
- 港清掃工場
- 東京都下水道局芝浦水再生センター
- 東京都中央卸売市場食肉市場

### 教育
- 港区立港南小学校
- 港区立港南中学校
- 東京都立港特別支援学校
- 東京海洋大学品川キャンパス
- 北陸先端科学技術大学院大学東京サテライト

### 企業
品川TSビル
- 東洋水産本社
- 酒悦本社（登記上の本店は台東区）

JR東海品川ビル
- JR東海東京本社（登記上の本店は名古屋市中村区）

JR品川イーストビル
- アトレ品川
- Sky東京本社（登記上の本店は大阪市淀川区）
- ゼンショー本社
- 日立ソリューションズ本社
- ダイキン工業東京支社

品川グランドコモンズ
- 品川イーストワンタワー
  - 大東建託本社
- 太陽生命品川ビル
- グランドセントラルタワー
  - 日本マイクロソフト本社
  - 大塚ホールディングス本社（登記上の本店は千代田区）
- キヤノンSタワー
  - キヤノンマーケティングジャパン本社

京王品川ビル
- 電通国際情報サービス本社

品川フロントビル
- 豊田通商東京本社（登記上の本店は名古屋市中村区）

品川インターシティ（A棟・B棟・C棟）
- 大林組本社
- NECキャピタルソリューション本社
- 粧美堂本社
- タキロンシーアイ東京本社（登記上の本店は大阪市北区）

NTTデータ品川ビル
- NTTデータ

ソニーシティ
- ソニーグループ本社

コクヨ品川ビル
- コクヨ東京品川オフィス

品川ツインズ、品川ツインズアネックス
- NTTコムウェア本社

品川シーズンテラス
- カウネット本社

- JALUX本社
- 丹青社本社
- 日東電工東京本社（登記上の本店は大阪府茨木市）
- レンゴー東京本社（登記上の本店は大阪市福島区）
- 日本ペイントホールディングス東京本社（登記上の本店は大阪市北区）

ShinagawaHEART（品川ハートビュータワー）
- トヨタシステムズ東京本社（登記上の本店は名古屋市東区）

三菱UFJ信託銀行港南ビル
- 三菱UFJトラストシステム本社

NTTドコモ品川ビル
- NTTドコモネットワークオペレーションセンター

### 宿泊施設
- ストリングスホテル東京インターコンチネンタル

### マンション
| 名称                                    | 所在地 | 竣工年月   | 階数         | 戸数   |
| --------------------------------------- | ------ | ---------- | ------------ | ------ |
| ハーバーテラス品川                      | 3丁目  | 2015年3月  | 15階         | 55戸   |
| パークホームズ品川ザレジデンス          | 2丁目  | 2014年8月  | 16階         | 209戸  |
| シティタワー品川                        | 4丁目  | 2008年4月  | 43階         | 828戸  |
| ヴィーダスカイコート品川                | 3丁目  | 2008年3月  | 12階/地下1階 | 153戸  |
| 品川グラスレジデンス                    | 1丁目  | 2007年8月  | 20階/地下1階 | 98戸   |
| ワールドシティタワーズ キャピタルタワー | 4丁目  | 2007年3月  | 41階         | 593戸  |
| ワールドシティタワーズブリーズタワー    | 4丁目  | 2006年10月 | 42階/地下2階 | 459戸  |
| ワールドシティタワーズ アクアタワー     | 4丁目  | 2005年12月 | 40階         | 1038戸 |
| パークタワー品川ベイワード              | 3丁目  | 2005年11月 | 32階/地下2階 | 325戸  |
| ベイクレストタワー                      | 3丁目  | 2005年8月  | 40階/地下1階 | 594戸  |
| セレーノ品川                            | 3丁目  | 2005年7月  | 11階         | 160戸  |
| 品川タワーフェイス                      | 2丁目  | 2005年6月  | 30階/地下2階 | 255戸  |
| コスモポリス品川                        | 3丁目  | 2005年2月  | 40階/地下2階 | 590戸  |
| ラクシア品川ポルトチッタ                | 3丁目  | 2005年1月  | 22階         | 162戸  |
| 東京シーサウスブランファーレ            | 4丁目  | 2004年6月  | 36階/地下1階 | 373戸  |
| 品川Ｖタワー                            | 2丁目  | 2003年3月  | 43階/地下3階 | 650戸  |
| パシフィーク品川                        | 3丁目  | 2001年3月  | 12階/地下1階 | 75戸   |
| メイツ品川シティコア                    | 2丁目  | 2000年3月  | 12階         | 41戸   |
| 天王洲デュープレックス                  | 2丁目  | 2000年2月  | 15階/地下1階 | 92戸   |

### 公園

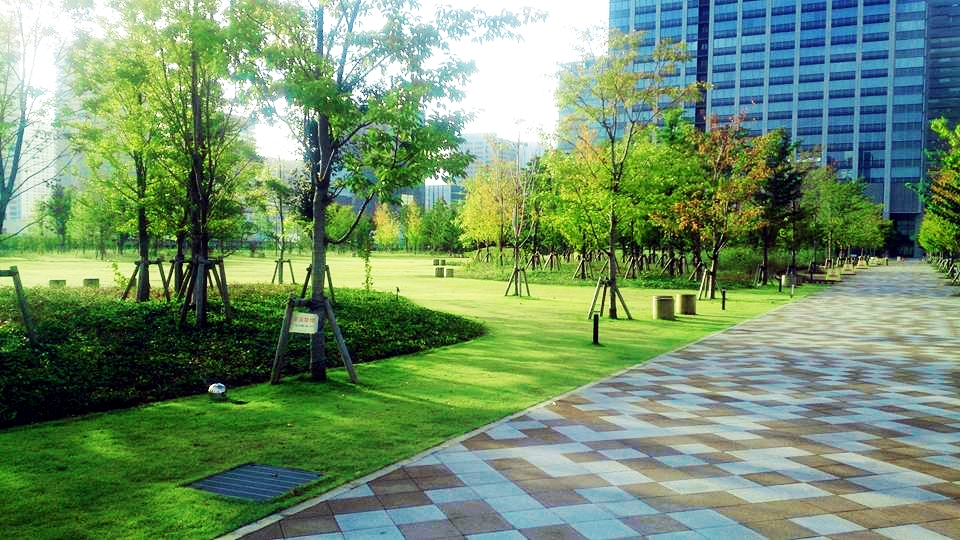
芝浦中央公園

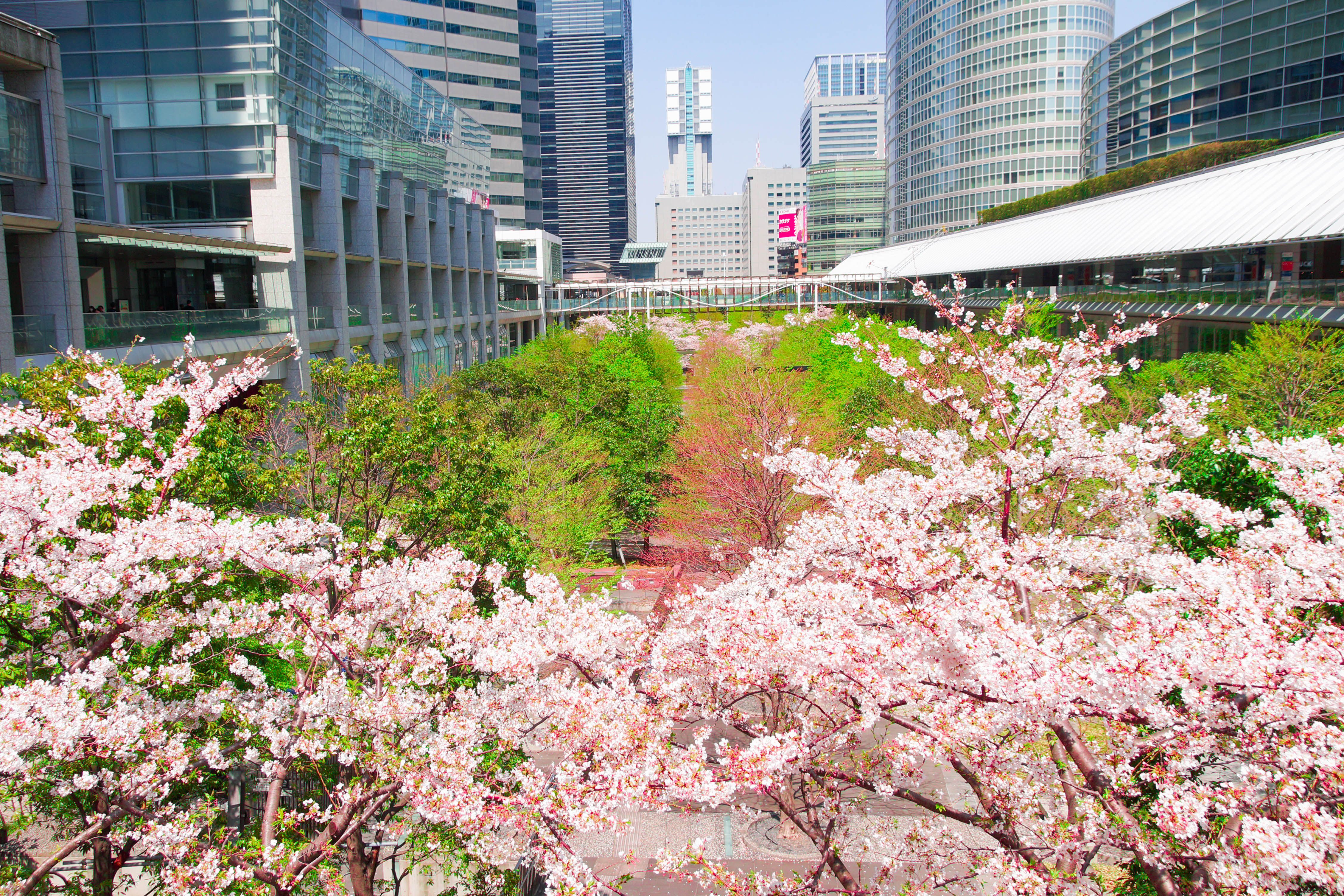
品川セントラルガーデン

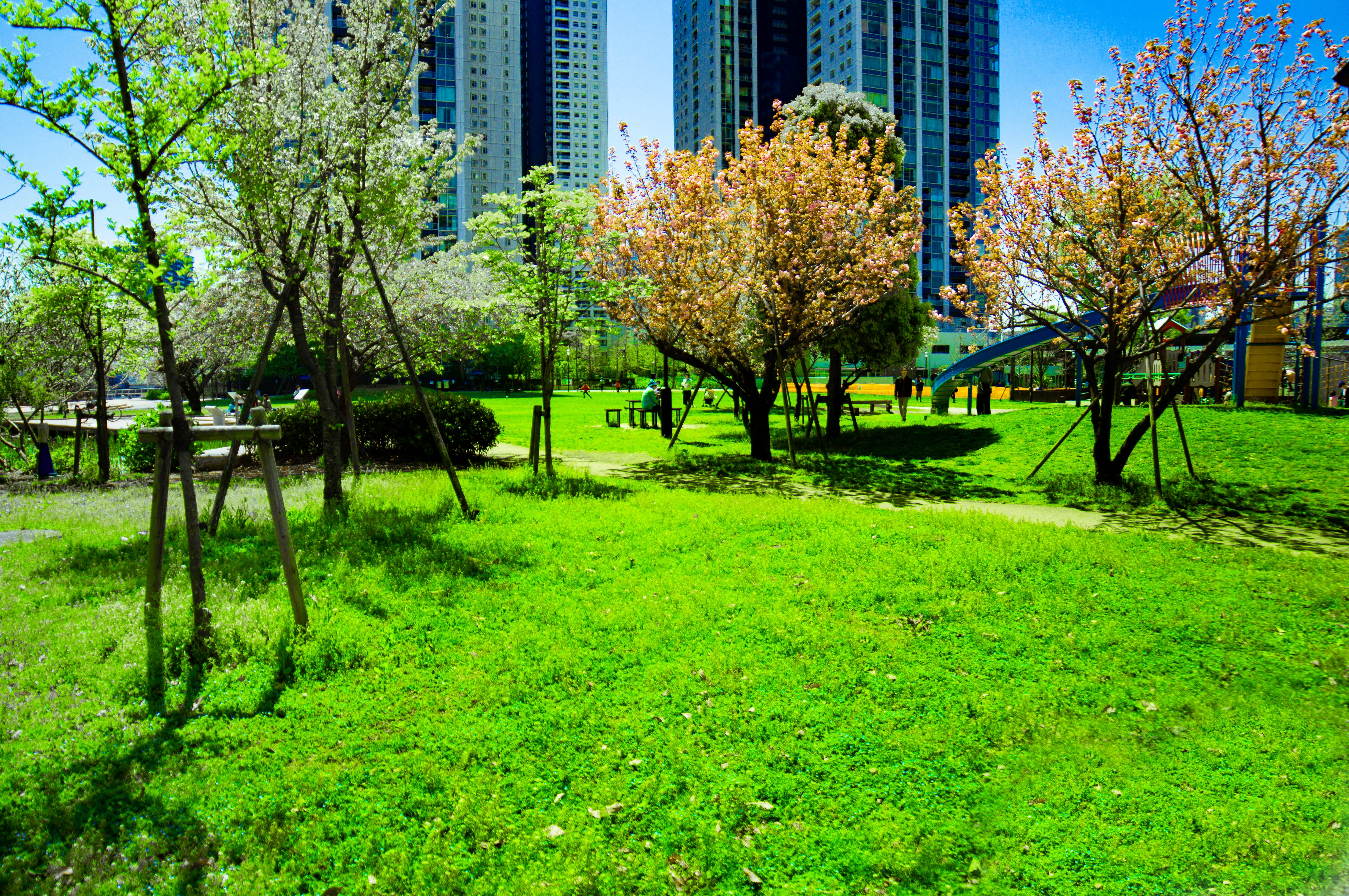
港南緑水公園

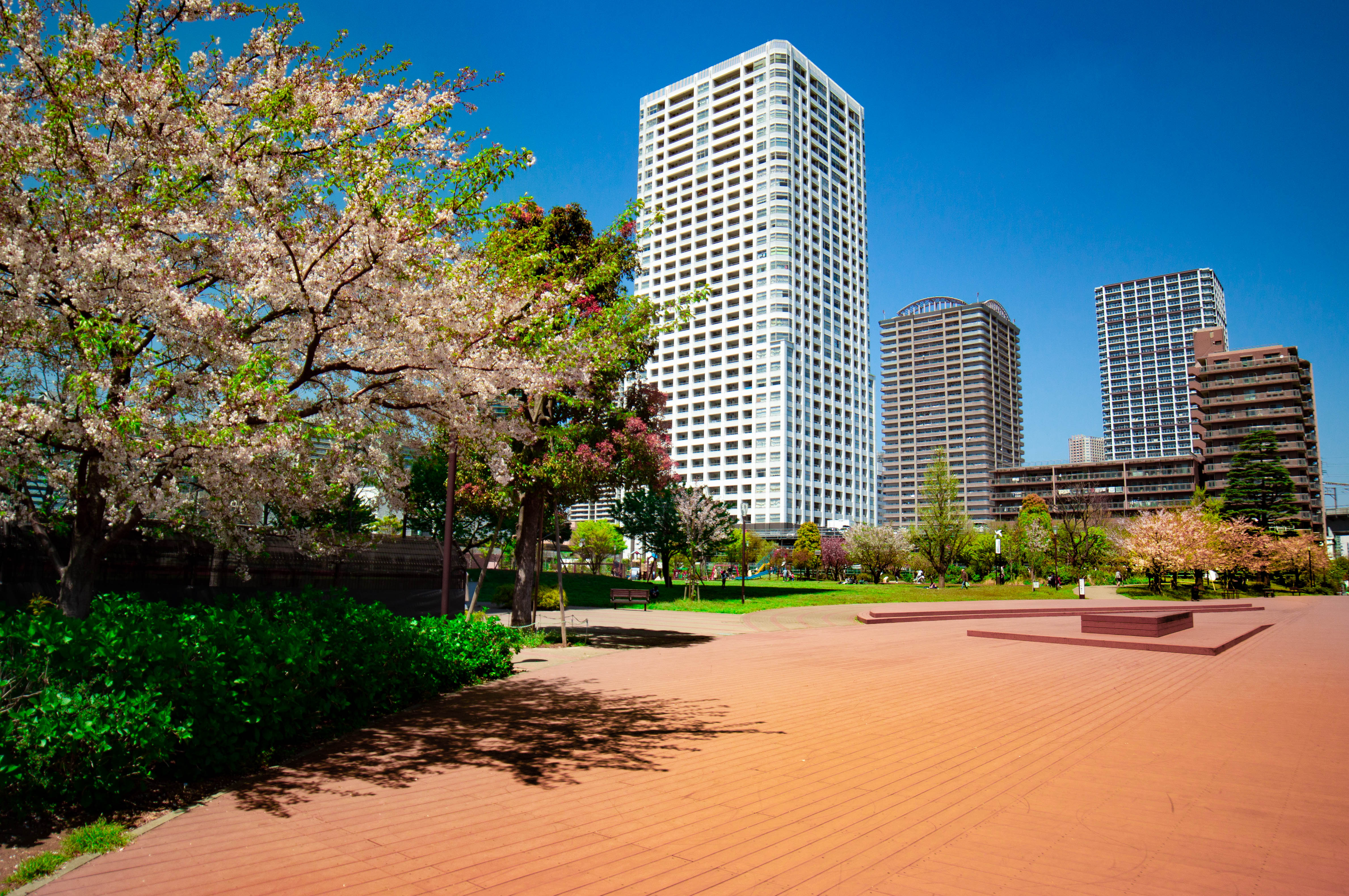
港南緑水公園デッキ

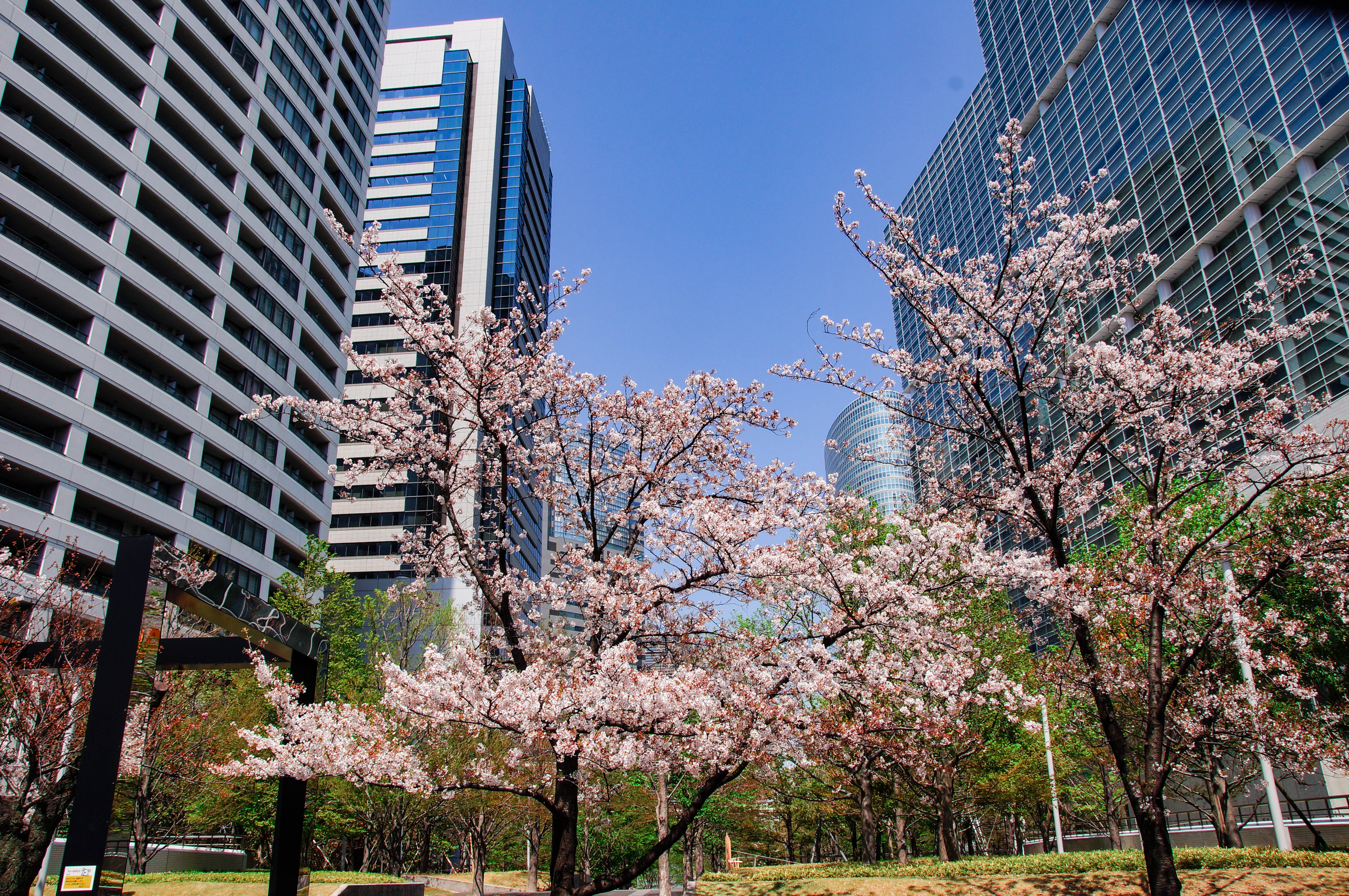
こうなん杜の公園

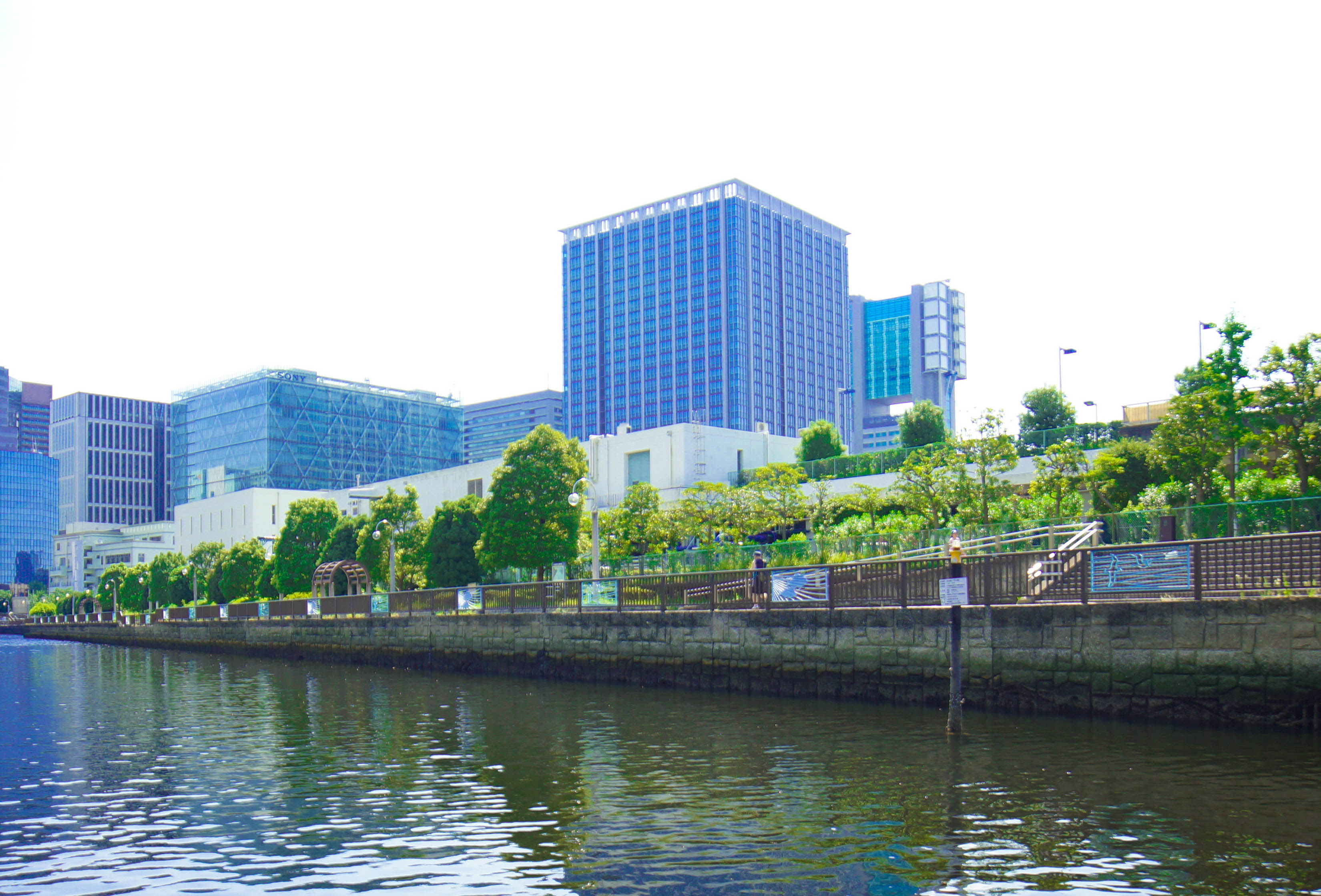
高浜運河沿い緑地

- 芝浦中央公園 - 港南一丁目内にある港区立公園（芝浦水再生センターの上部にあるが、住所は芝浦ではない）。A面・B面・C面からなり、A面は主に遊歩道、B面は芝生広場やドッグラン、C面はテニスコート4面・フットサル場などがある。テニスコートおよびフットサル場は有料で利用登録が必要（利用に関しては港区スポーツセンターに問い合わせ）。その他の施設は無料。ただし夜間はゲートが閉まり、立ち入りはできない。芝浦中央公園運動場が併設されている。A面・B面は1980年開園、C面は1988年開園。面積28,720.63平米。品川駅港南口より徒歩5分。または都営バス「芝浦中央公園入口」バス停下車。港南2丁目に建設中の高輪ゲートウェイ駅と歩行者デッキで接続される計画。

- 品川セントラルガーデン - 品川インターシティ、品川グランドコモンズの間に南北に広がる幅約45m、長さ約400m、面積約20,000㎡の広大な公園。北側部分で港区の「汐の公園」、南側は港区、品川区の「杜の公園」とつながる。北側公園部分、南側公園部分は建物1階と接続しており、中央部分は建物の地下1階レベルに接続する船底形状となっている[23]。基本テーマはみちもり広場。

- 港南緑水公園 - 港南四丁目に所在する港区立公園。面積20,206.35平米。ドッグラン、自然観察池、噴水、遊具が設置されている。運河沿いのデッキは天王洲運河沿い緑地、高浜運河沿い緑地に接続する。また、防災公園として「マンホールトイレ」、「ソーラー灯」、座板を外して炊き出し用かまどとして仕える「かまどベンチ」、テントを張って雨風を防ぎ、着替えや救護に使える「日除け棚」が整備されている[24]。

- 高浜運河沿緑地 - 高浜運河沿いの楽水橋、御楯橋、新港南橋、浜路橋付近にある緑地公園。高浜運河沿いには2600ｍの周遊コースが設定されている。
- こうなん星の公園 - 港南二丁目の品川駅港南口を降りてすぐの場所にあり、地下には自転車駐車場が整備されている。面積2,150.38平米。
- 杜の公園 - 港南二丁目の品川インターシティとグランドコモンズの間にあるセントラルガーデンの南端。品川区界で、品川区立杜の公園と接続する。1875.16平米。
- 汐の公園 - 港南二丁目の品川イーストワンタワー東側にあり、公園内に東京湾の潮位と連動し水位が上下する水景施設がある。面積1,500.93平米。
- 港南和楽公園 - 港南四丁目の港区立港南小中学校の西側にあり、面積3800.82平米。
- 港南公園 - 港南四丁目の高浜運河東岸沿いにありA面・B面・C面・D面の4つの部分からなる。面積6,077.29平米。
- 品川北ふ頭公園 - 港南五丁目内に設置された都立の海上公園（東京都港湾局所管）。野球広場が主体の公園になっている。（利用に関しては港区スポーツセンターに問い合わせ）1975年12月1日開園。面積5,950.00平米。品川駅よりバス（都営バス 品99系統）「港南大橋」バス停下車。「品川」と名乗るが、港区内に立地する。

## その他

### 日本郵便
- ビル除く全域の郵便番号は、108-0075[4]である。各ビルの郵便番号は以下の通りである[25]。なお、集配局はすべて高輪郵便局である。[26]。

| ビル名                | 地上階    | 郵便番号           | 郵便番号       |
| ビル名                | 地上階    | 階層ごと           | 地階・階層不明 |
| --------------------- | --------- | ------------------ | -------------- |
| 品川インターシティA棟 | 1階〜32階 | 108-6001〜108-6032 | 108-6090       |
| 品川インターシティB棟 | 1階〜31階 | 108-6101〜108-6131 | 108-6190       |
| 品川インターシティC棟 | 1階〜31階 | 108-6201〜108-6231 | 108-6290       |

※各ビルの郵便番号は6・7ケタ目に地上階毎の郵便番号が割り振られています。（例：1階は「01」、10階は「10」）